# Fengrun

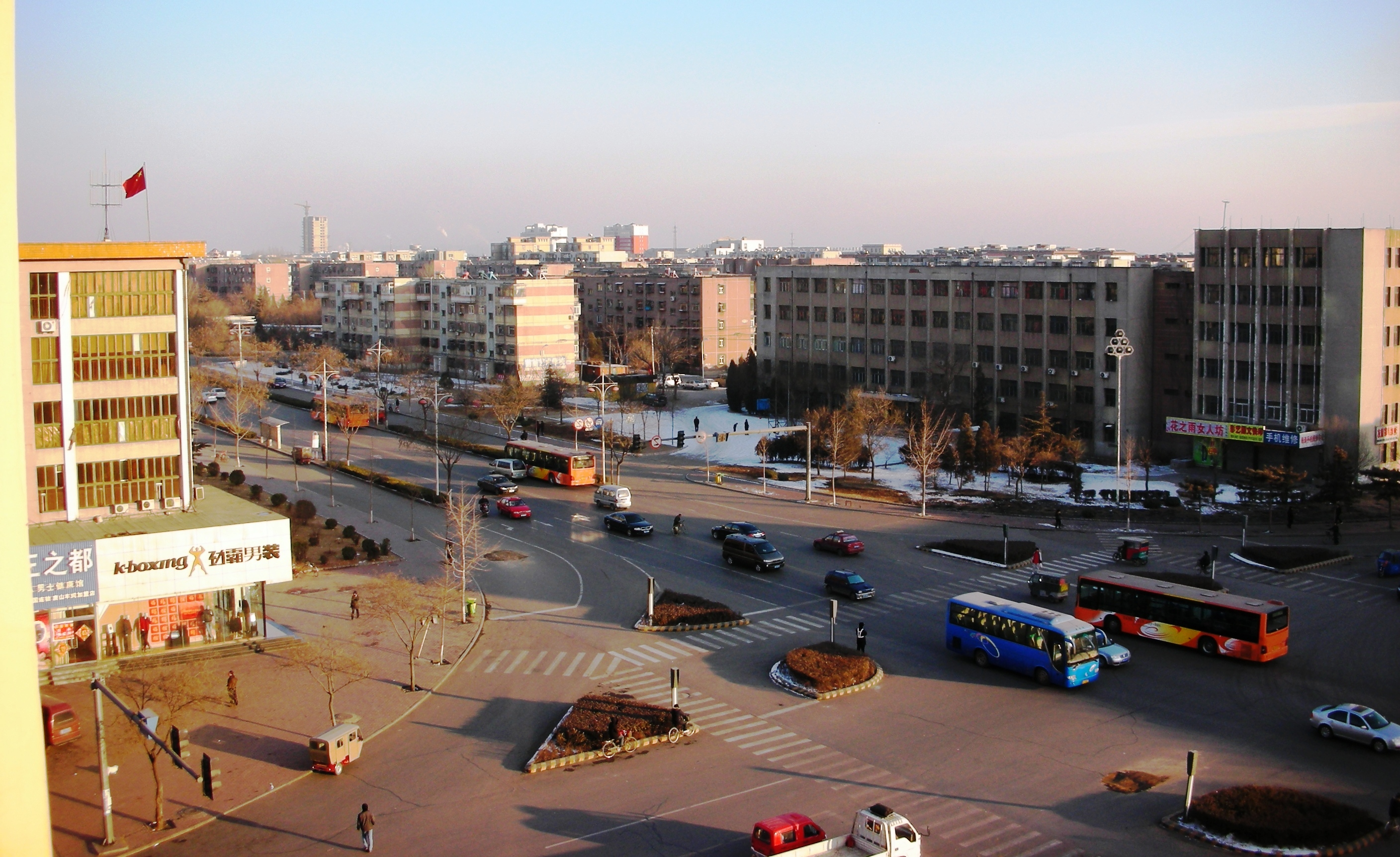
Jin Li (Fengrun) 丰润

Fengrun (chinesisch 丰润区, Pinyin Fēngrùn Qū) ist ein Stadtbezirk der bezirksfreien Stadt Tangshan im Nordosten der chinesischen Provinz Hebei. Er hat eine Fläche von 1.320 km² und zählt 916.092 Einwohner (Stand: Zensus 2010).
Die Stätte der Fengrun-Mittelschule (Fengrun zhongxuexiao jiuzhi 丰润中学校旧址) steht seit 2006 auf der Liste der Denkmäler der Volksrepublik China (6-894).